# Bacopa reptans
Bacopa reptans är en grobladsväxtart som först beskrevs av George Bentham, och fick sitt nu gällande namn av Richard von Wettstein och Gustavo Gustaf Edwall. Bacopa reptans ingår i släktet tjockbladssläktet, och familjen grobladsväxter. Inga underarter finns listade i Catalogue of Life.